# Östtimors damlandslag i volleyboll
Östtimors damlandslag i volleyboll  representerar Östtimor i volleyboll på damsidan och organiseras av Federação de Voleibol de Timor-Leste. Det är, liksom staten det representerar,  nytt. Förbundet har bara varit medlem av FIVB sedan 2004. Det har deltagit i lusofoniska spelen (där de kom trea 2006) och sydostasiatiska spelen.

### Fotnoter
1. ↑  Senaste tillfället då någon kontrollerade att de inmatade tabelluppgifterna stämmer. Uppgifter kan ha matats in senare utan att kontrolleras av någon annan